# Sonneville (Lignières-Sonneville)
Sonneville era una comuna francesa que estaba situada en el departamento de Charente, de la región de Nueva Aquitania, que en 1845 se fusionó con la comuna de Lignières, formando la comuna de Lignières-Sonneville.

## Demografía
| Gráfica de evolución demográfica de Sonneville entre 1793 y 1831 |
|                                                                  |

Los datos demográficos contemplados en este gráfico se han cogido de la página francesa EHESS/Cassini.